# Slowcore
Slowcore, synonym mitunter auch Sadcore genannt, sind Bezeichnungen für Spielarten des Indie-Rock, die seit Ende der 1980er bis Mitte der 1990er Jahre (aber teilweise bis heute) vorwiegend in den Vereinigten Staaten in Gebrauch waren. Beide Bezeichnungen spiegeln den Charakter der Musik wider, bei der es sich gefühlsmäßig um langsame bzw. traurige Musik handelt. Bisweilen wird der Inhalt der Texte hierbei zur Abgrenzung der beiden Begrifflichkeiten herangezogen.

## Geschichte
Laut einem Interview mit Alan Sparhawk von der Band Low stammt der Begriff zwar von einem Freund der Band, war ursprünglich aber als Witz gemeint. Eine eher spöttische Alternativbezeichnung lautet Snorecore.
Die Musik dieses Genres entwickelte sich aus mehreren Einflüssen: Es gibt erkennbare Bezüge auf die späten Alben der Band Talk Talk sowie auf The Velvet Underground oder Brian Eno. Als Abgrenzung zu vermeintlich schwülstigen Entwicklungen in damals populären Rockgenres setzten Bands wie Low, Red House Painters oder Codeine auf ein Gerüst von eher reduzierten, oftmals düsteren und um sich selbst kreisenden Melodielinien. Deren Arrangements boten reichlich Platz, damit sich Musik und Text entfalten konnten. Auch die namensgebende Verlangsamung der Musik war (und ist) ein oft verwendetes Stilmittel. Eine mit Absicht qualitativ minderwertige Produktion (auch Lo-Fi genannt), wie bei der Band Duster, kann ein weiteres Merkmal des Slowcore sein.
Zu den bekanntesten und prägendsten Slowcore-Alben zählen Songs for a Blue Guitar von den Red House Painters, Secret Name von Low, The White Birch von Codeine oder Year After Year von Idaho. Zuletzt sorgten vor allem die Alben der englischen Band Savoy Grand, die sich erkennbar auf Talk Talk bzw. das Soloalbum deren Sängers Mark Hollis beziehen, für ein Aufleben dieser Spielart. Weitere bekannte Vertreter dieses Genres sind Sophia, Dakota Suite, Galaxie 500, The American Analog Set, Bedhead, Songs:Ohia, Sun Kil Moon, Cowboy Junkies, Mazzy Star, Come oder Chokebore. Auch einige Songs von Solokünstlern wie Bill Callahan, Cat Power, Lisa Germano, Scout Niblett, Iron & Wine oder Will Oldham können dem Slowcore zugerechnet werden.